# Я иду встречать брата
«Я иду встречать брата» — фантастическая повесть (по определению автора — «повесть-малютка») Владислава Крапивина, написанная в 1961 году. Впервые издана в 1962 году в журнале «Уральский следопыт» и затем опубликована в сборнике «Фантастика, 1963 год» в издательстве «Молодая гвардия». Повесть способствовала известности молодого писателя, неоднократно переиздавалась, а также публиковалась на иностранных языках. Автор затрагивает проблему ответственности взрослого за жизнь ребёнка.

## Создание и публикации
По признанию автора, повесть выросла из студенческого рассказа «Имени погибших…», написанного в 1960 году и опубликованного в стенгазете Уральского государственного университета. Молодой астролётчик отправляется в далёкую экспедицию, его младший брат Нааль мечтает полететь с ним, но остаётся на Земле; в финале рассказа Нааль трагически погибает, открытая старшим братом планета называется в его честь.
Повесть была написана в 1961 году. Согласно биографу  А. Щупову, работа велась в дни подготовки будущего писателя к государственному экзамену по истории КПСС. По словам автора, он считал её «слабой и ученической» и лишь спустя какое-то время решился отнести повесть в «Уральский следопыт». Повесть была опубликована в № 8 этого журнала за 1962 год. В августе 1963 года произведение вышло в Москве, в сборнике «Фантастика-63», где оказалась рядом с фрагментом повести братьев Стругацких «Полдень, XXII век». Это была первая значимая публикация Крапивина в столице. Повесть выдержала ряд переизданий и переводилась на иностранные языки.
В «Комментариях к Собранию сочинений», изданных в 2007 году, Крапивин определял «Я иду встречать брата» как «повесть-малютку» и утверждал, что в произведении его интересовала проблема «детского одиночества и возможности его преодоления»; по словам писателя, вопросы человеческих отношений в произведениях всегда были для него важнее, чем фантастика как таковая.

## Сюжет
Повествование начинается от лица автора, археолога, отдыхающего в городе Консата после экспедиции. Он описывает свою встречу на берегу моря с Александром Снегом, известным астронавтом, недавно вернувшимся с тремя товарищами из полёта к далёкой звезде по имени Жёлтая Роза, продолжавшегося 300 лет. Астронавт рассказывает автору эту историю.
11-летний мальчик Нааль Снег живёт в интернате в Долине Юга и грустит по погибшим родителям. Однажды на берегу моря он находит смятый лист из старого журнала и странный значок: золотую ветку со звёздами на листьях и словом «Поиск» на стебле. Статья рассказывает о старте фотонного фрегата «Магеллан», произошедшем 300 лет назад. «Магеллан» должен был вернуться через 112 лет, но этого не произошло. Капитана корабля звали Александр Снег; мальчик слышал от отца, что один из его предков был астронавтом. В конце статьи написан призыв не забывать старых имён: «внуки ваших друзей», когда вы вернётесь, станут вашими друзьями, а «внуки ваших братьев» — вашими братьями. Хотя Нааль знает из учебников, что «Магеллан», вероятнее всего, погиб, в нём пробуждается надежда на чудо, на то, что его единственный родственник жив и может вернуться. В том же году вся планета узнаёт, что «Магеллан» возвращается. Мальчик просит ректора школы отпустить его на лоцманскую станцию, которая приняла сигнал от звездолёта.
Нааль едет на станцию связи «Лоцман-5», воображая огромное поле космодрома с тысячами встречающих. С кораблём недавно установили прямую связь. На станции мальчик говорит, что пришёл встречать брата. Сотрудники станции передают на борт «Магеллана», что Александра Снега ждёт на Земле родственник. В ответ они получают сообщение о том, что экипаж не хочет шумной встречи и намерен приземлиться на десантной ракете в лесу на Полуострове; они обещают встретиться с мальчиком через неделю. Расстроенный Нааль выбегает со станции и летит на небольшом летательном аппарате («пчеле») на Полуостров, но из-за израсходованных аккумуляторов не добирается до пункта назначения, так как взял неготовую к полёту машину. Он совершает аварийную посадку в лесу и оказывается на месте приземления экипажа «Магеллана».
Экспедиция «Магеллана» достигла Жёлтой Звезды за двенадцать лет по времени корабля, но сведения о планете оказались неточными. Землеподобная планета была практически целиком покрыта льдами, хотя атмосфера была почти земной и росли маленькие растения. Экипаж принял решение израсходовать значительную часть топлива звездолёта на создание четырёх искусственных солнц, которые должны были растопить льды и сделать возможной колонизацию планеты; «Людям нужны такие планеты — форпосты человечества в бескрайней вселенной, трамплины для новых, всё более дальних прыжков». Штурман-разведчик и художник Александр Снег сначала спорил с остальными, считая, что не нужно делать из планеты инкубатор, так как людям не следует бояться борьбы с суровой природой, но затем согласился. Из-за недостатка горючего скорость корабля при возвращении на Землю должна уменьшиться, но за это время планета станет пригодной для жизни. В расчётах произошёл сбой, и удалось зажечь только три солнца вместо четырёх. Снег, который внёс наибольший вклад в организацию экспедиции и у которого на Земле осталась девушка, пожертвовал жизнью, чтобы зажечь четвёртое солнце. И теперь, получив с «Лоцмана-5» сообщение о Наале, астронавты не знают, как поступить, ведь им предстоит объявить о смерти Александра ребёнку-сироте, который ждал и надеялся на встречу с родным человеком. Один из них, Георгий Рогов, решает назваться Александром Снегом, он и рассказывает археологу эту историю, говоря, что отнял брата у мальчика и подвиг у Александра.
Рогов также рассказывает о подготовке экспедиции «Магеллана», на которую в Союзе астронавтов не хотели давать согласия. Чтобы добиться разрешения на экспедицию свободного поиска, Александр Снег посещает старого астролётчика Валентина Янтаря, который накануне разбился на гидролёте. Умирающий астронавт передает Снегу право второго полёта (это право имеет астронавт, открывший планету и вернувшийся на Землю), отдавая ему золотой значок с надписью «Поиск». Он просит Снега разбить окно, и в комнату проникает солнечный луч, за окном видна большая ветка.

## Анализ и оценки
Философ Л. Коган считал замысел и идею повести интересными, однако неудачно воплощёнными из-за «литературщины»: слишком сильное влияние А. Грина дополнено сентиментальностью, которая, по мнению Когана, с фантастикой не сочетается. Философ посчитал рассказ плохо построенным: исповедь астронавта выглядит неубедительной, поскольку это рассказ со слов Нааля, а не о том, что случилось именно с ним. Писатель Ю. Котляр отметил лиризм и романтизм произведения; звездолётчики делают выбор исходя из гуманности и человечности, хотя «брату», вероятно, в дальнейшем будет нелегко. Писатель и публицист Ю. Бриль считал не слишком удачным обращение Крапивина в повести к «чистой» фантастике. По его мнению, произведение иллюстрирует «парадокс близнецов», согласно которому отправившийся в космос брат вернётся намного более младшим, чем брат, оставшийся на Земле, и поэтому, возможно, его не увидит. Критик считал авторский посыл, что внуки друзей и братьев станут друзьями и братьями вернувшихся, сильно упрощённым, не оригинальным и неубедительным в художественном плане: интервал в несколько веков ставит под сомнение возможность родственных чувств между поколениями. Журналист и писатель Ю. Шинкаренко в рецензии на повесть писал, что автор поставил широкий вопрос о том, «кто вообще человек человеку» (за рамками родственных отношений); взрослые, разрешая нравственную проблему, берут на себя ответственность и приносят в жертву детской мечте имя Георгия Рогова и подвиг Александра Снега.
Литературный критик В. Ревич полагал, что Крапивин сумел, используя обычные средства научной фантастики, привнести в фантастический сюжет и в советскую фантастику того времени доброту, благодаря которой «прелестный» рассказ читается «с грустной и нежной улыбкой». «Научный антураж» в виде дальней космической экспедиции и её возвращения служил фоном для переживаний ребёнка, потерявшего родителей и казалось бы нашедшего брата. Ревич сравнивал повесть с написанным позднее рассказом В. Колупаева «Самый большой дом». Критик Д. Байкалов считал повесть «пробой пера молодого автора» и полагал, что произведение полностью соответствовало советской научной фантастике (периода после полётов спутника и Гагарина), с её акцентом на «героических завоевателях космоса». Н. Богатырёва считала рассказ единственным научно-фантастическим произведением Крапивина. По её мнению, экзотические, высокопарные имена и фамилии (Нааль, Таэл, Снег и т. д.) и их нестандартные сочетания, впоследствии ставшие частью авторского стиля, связаны с влиянием А. Грина и авторов приключенческой литературы (Л. Буссенар, Г. Эмар и других). Е. Великанова высоко оценивала повесть, отмечая проблему «безграничной ответственности» взрослого за жизнь ребёнка.
Литературный критик В. Владимирский считал, что атрибуты времени — мир далёкого коммунистического будущего с чудесами техники, фотонные звездолёты и освоение дальних планет, необходимость спорных решений — делают произведение «хардкорным сайфаем». В то же время ранняя повесть указывает на существенное расхождение Крапивина с рациональной и экспансионистской советской фантастикой 1960-х годов. По мнению критика, Крапивин идёт дальше братьев Стругацких в тезисе, что «главное — на Земле»: главное сосредоточено в одном маленьком человеке, ради которого совершаются космические подвиги и который вместе с тем не способен «избавиться от чувства экзистенциального космического одиночества». Как полагал А. Щупов, наличие фантастической повести у раннего Крапивина опровергает «вымученное» деление его творчества на «дофантастический» и «фантастический» периоды: писатель никогда не был связан рамками одного жанра.

### Анализ О. Челюкановой
Литературовед О. Челюканова проанализировала влияние на повесть романтических идей раннего М. Горького и отметила использование Крапивиным многих философских и мировоззренческих установок советского классика (например, высокая оценка духовных качеств человека), а также полемику автора повести с Горьким как на уровне идей, так и на уровне их художественного выражения. По мнению литературоведа, композиция повести, включающая романтический сюжет на фоне реалистических, достоверных деталей (в том числе введение в повесть рассказчика), воспроизводит структуру ранних произведений Горького. Челюканова полагала, что за увлекательным фантастическим и детективным сюжетом скрывается непростой философский вопрос. Инопланетная экзотика является фоном для обсуждения рационального и эмоционального, что отражает общекультурный спор между «физиками» и «лириками».
Челюканова отметила присущие жанру сказки двоемирие и мотив дороги, характерное для мифа нарушение причины и следствия, мифологические мотивы двойников и оборотней (на уровне персонажей и событий), образы-символы детства, старости, любви, смерти. Литературовед выделила значимую мифологему окна, которая проявляется в образе значка; разбитое окно связано с проблематикой памяти и бессмертия. Окно видится границей, связывающей «здесь» и «там», земное и космическое пространства; этот мотив отсылает к «мотиву безграничности». Значок является лейтмотивом повести и указывает на связь поколений и стремление человека к духовному подвигу. Валентин Янтарь передаёт Снегу эстафету подвига, бессмертие которого, а также идею преемственности поколений, воплощают солнечный луч и зелёная ветка. Как и сказочный герой, Снег оказывается на распутье и проходит инициацию, однако погибает. Челюканова отмечала символичность и декоративность пейзажей, играющих в повести важную роль (начиная с города Консата), сказочность в описании природы. Как и у Горького, возвышенное описание природы связано с возвышенными мечтами романтического героя о «безграничных возможностях человека». Крапивинский герой нацелен на освоение новых земель и пространств (герой Горького мечтает об абсолютной духовной свободе). Фраза о планетах как о форпостах и трамплинах для человечества, по мнению исследователя, привносит в повесть поэзию и лиризм.
У обоих писателей человек является творцом; герои Крапивина воспринимают себя как богов: они зажигают новые звёзды и приносят жизнь на планету. Снег, будучи художником, является романтиком, его отношение к природе противоречивое (что соответствует позиции Горького) и порождает конфликт, который в итоге завершается его гибелью: стремление к освоению и покорению природы сочетается с идеей созерцания, невмешательства в её «ледяную первозданную красоту». В отличие Горького, выражающего свою точку зрения через описания природы, позицию Крапивина можно увидеть в том, как герой делает выбор в пользу эмоционального: «безжизненных ледяных пейзажей» людям недостаточно. По мнению Челюкановой, подвиг Снега, с одной стороны, совершается ради человечества — герой отказывается от собственных идеалов и от возможности обрести счастье (у него осталась на Земле девушка); образ Снега открыто отсылает к Данко, смерть обоих героев утверждает «бессмертие подвига, силу человеческого духа». С другой стороны, подвиг указывает на невозможность преодоления конфликта между «физиками» и «лириками». Ещё один внутренний конфликт возникает у Рогова в связи с вопросом, есть ли у него право лишить Снега подвига, а себя — имени. Как полагала Челюканова, писатель переосмысляет проблему соотношения истины и сострадания («На дне»). Если для Горького правда важнее, то Крапивин считает «утешающую ложь» возможной — Роговым движет чувство сострадания к ребёнку. Литературовед отмечала, что в назывании себя братом нет обмана (к тому же между героями были дальние родственные отношения), поскольку «брат» понимается Крапивиным в христианском смысле.

## Связи с другими произведениями
Ратальский космодром из повести упоминается в более поздних произведениях Крапивина — трилогии «Голубятня на жёлтой поляне» и повести «Самолёт по имени Серёжка». Сам Крапивин считал, что повесть можно рассматривать как часть цикла о Кристалле. 

## Издания

### Журнальные публикации
- Крапивин В. Я иду встречать брата // Уральский следопыт. — Свердловск, 1962. — № 8. — С. 14—27. — Худ. В. Бубенщиков.

### Книжные издания
- Крапивин В. Я иду встречать брата / сост. К. Андреев // Фантастика, 1963 год. — М. : Молодая гвардия, 1963. — С. 188—220. — 75 000 экз.
- Крапивин В. Я иду встречать брата // Вас зовут «Четверть третьего»?. — Свердловск : Средне-Уральское кн. изд-во, 1965. — С. 267—301. — (Уральская библиотека. Приключения. Фантастика. Путешествия.). — 85 000 экз.
- Крапивин В. Я иду встречать брата // Далёкие горнисты. — Свердловск : Средне-Уральское кн. изд-во, 1971. — С. 44—70. — Худ. Ф. Божко. — 100 000 экз.
- Крапивин В. Я иду встречать брата // В ночь большого прилива. — Свердловск : Средне-Уральское кн. изд-во, 1979. — С. 5—40. — Худ. Е. Стерлигова. — 100 000 экз.
- Крапивин В. Я иду встречать брата // В ночь большого прилива. — М. : Детская литература, 1983. — С. 5—36. — (Библиотека приключений и научной фантастики). — Илл. А. Матрёшина. — 100 000 экз.
- Крапивин В. Я иду встречать брата // Собрание сочинений в девяти томах. Том 6-7. — Екатеринбург : Независимое издательское предприятие «91», 1993. — С. 6—33. — (Владислав Крапивин. Собрание сочинений в девяти томах). — Илл. П. Крапивина. — 100 000 экз.
- Крапивин В. Я иду встречать брата // Выстрел с монитора. — Н. Новгород : Нижкнига, 1994. — С. 5—36. — (Владислав Крапивин). — Илл. Е. Стерлиговой. — 50 000 экз. — ISBN 5-86067-019-2.
- Крапивин В. Я иду встречать брата // Собрание сочинений. Книга 6. В ночь большого прилива. — М. : Центрполиграф, 2000. — С. 5—50. — (Владислав Крапивин. Собрание сочинение в 30 томах). — Илл. В. Крапивина, П. Крапивина, Е. Медведева. — 10 000 экз. — ISBN 5-227-00603-2.
- Крапивин В. Я иду встречать брата // Голубятня на желтой поляне. — М. : Эксмо, 2004. — С. 6—34. — (Шедевры отечественной фантастики). — Илл. В. Терминатова. — 6000 экз. — ISBN 5-699-07526-7.
- Крапивин В. Я иду встречать брата // Голубятня на желтой поляне. — М. : Эксмо, 2005. — С. 5—34. — (Владислав Крапивин). — 5000 + 11 000 экз. — ISBN 978-5-699-10778-0.
- Крапивин В. Я иду встречать брата / сост. А. Жикаренцев // Наша старая добрая фантастика. Под одним солнцем. — СПб., М. : Азбука, Азбука-Аттикус, 2017. — С. 146—173. — (Мир Фантастики. Коллекция делюкс). — Илл. В. Шикина. — 4000 экз. — ISBN 978-5-389-11512-5.
- Крапивин В. Я иду встречать брата // Выстрел с монитора. Я иду встречать брата. — М. : АСТ, Малыш, 2022. — (Лучшая детская фантастика). — Илл. И. Орловой. — 6000 экз. — ISBN 978-5-17-150313-0.

### Издания на иностранных языках
- Krapivin V. Voy al encuentro de mi hermano :  [исп.] // Café molecular: Cuentos de ciencia ficción. — М. : Mir Publishers, 1967. — P. 81—127.
- Krapivin V. I'm Going to Meet My Brother :  [англ.] / A. Strugatsky and B. Strugatsky (eds.) // The Molecular Cafe: Science-fiction stories. — М. : Mir Publishers, 1968. — P. 76—117.
- Krapivin V. Vou ao Encontro do meu Irmão :  [порт.] / A. Strugatsky and B. Strugatsky (eds.); M. J. Fernandes de Mello (trad.) // Café molecular. — М. : Mir Publishers, 1981.

### Зарубежные издания
- Krapivin V. Meeting My Brother :  [англ.] / J. Merril (ed.) // Path into the Unknown. The best Soviet science fiction. — London : MacGibbon & Kee, 1966. — P. 21—56.
- Krapivin V. Meeting My Brother :  [англ.] / J. Merril (ed.) // Path into the Unknown. The best Soviet science fiction. — New York : Delacorte Press, 1966.
- Krapivin V. Meeting My Brother :  [англ.] / J. Merril (ed.) // Path into the Unknown. The best Soviet science fiction. — Newton Abbot : The Science Fiction Book Club, 1968.
- Krapivin V. Meeting My Brother :  [англ.] / J. Merril (ed.) // Path into the Unknown. The best Soviet science fiction. — New York : Dell, 1968. — P. 25—59.
- Krapivin V. Meeting My Brother :  [англ.] / J. Merril (ed.) // Path into the Unknown. The best Soviet science fiction. — London : Pan Books, 1969. — P. 19—53. — ISBN 978-0-330-02353-5.
- Krapivin V. Encuentro con mi hermano :  [исп.] / D. Santos (ed.), S. Castro (trad.) // Lo mejor de la ciencia ficción soviética II. — Barcelona : Orbis, 1986. — P. 147—170. — (Biblioteca de Ciencia Ficción). — ISBN 978-84-7634-566-5.